# ملخ و مورچه‌ها
ملخ و مورچه‌ها (انگلیسی: The Grasshopper and the Ants) یک فیلم کوتاه انیمیشن آمریکایی محصول سال ۱۹۳۴ است که توسط استودیو انیمیشن والت دیزنی ساخته شده و توسط یونایتد آرتیستز منتشر شده‌است. این اثر از سری انیمیشن‌های سمفونی احمقانه و اقتباسی از مورچه‌ها و ملخ، یکی از افسانه‌های ایزوپ است. کارگردانی این اثر توسط ویلفرد جکسون و پینتو کالویگ صداپیشگی ملخ «هاپ» را بر عهده داشت.